# Tnuva
Tnuva (en hebreu: תנובה) (en català: fruita o producte) és una empresa cooperativa i una processadora d'aliments especialitzada en els productes làctics. Des de 2014, la cooperativa ha estat controlada per Bright Food, una companyia estatal xinesa.
Els 620 membres de la cooperativa procedeixen d'un determinat nombre de quibutsim (granges col·lectives) i moixavim (comunitats agrícoles). Tnuva és el major productor d'aliments d'Israel, les seves vendes ascendeixen al 70% per cent del mercat de productes làctics, carn, ous, i menjar envasat.
La cooperativa central Tnuva per a la comercialització de productes agrícoles a Israel, va ser creada el 1926, després d'una decisió dels líders del moviment del quibuts per crear cooperatives, distribuir i exportar diversos tipus de productes alimentàris. Tnuva va començar distribuint llet, però durant els anys 1930, la compañia va expandir el negoci i va començar a distribuir altres productes làctics.